# 2002-es Formula–1 brazil nagydíj
A brazil nagydíj volt a 2002-es Formula–1 világbajnokság harmadik futama, amelyet 2002. március 31-én rendeztek meg a brazil Autódromo José Carlos Pace-en, São Paulóban.

## Időmérő edzés
Az első rajtkockát Juan Pablo Montoya szerezte meg a Williams-BMW színeiben 1:13.114-es idővel, akit Michael Schumacher követett a Ferrarival. A harmadik helyen a kolumbiai csapattársa, Ralf Schumacher végzett.
| Helyezés | Versenyző             | Csapat/Motor     | Idő      | Különbség |
| -------- | --------------------- | ---------------- | -------- | --------- |
| 1        | Juan Pablo Montoya    | Williams-BMW     | 1:13.114 | –         |
| 2        | Michael Schumacher    | Ferrari          | 1:13.241 | + 0.127   |
| 3        | Ralf Schumacher       | Williams-BMW     | 1:13.328 | + 0.214   |
| 4        | David Coulthard       | McLaren-Mercedes | 1:13.565 | + 0.451   |
| 5        | Kimi Räikkönen        | McLaren-Mercedes | 1:13.595 | + 0.481   |
| 6        | Jarno Trulli          | Renault          | 1:13.611 | + 0.497   |
| 7        | Jenson Button         | Renault          | 1:13.665 | + 0.551   |
| 8        | Rubens Barrichello    | Ferrari          | 1:13.935 | + 0.821   |
| 9        | Nick Heidfeld         | Sauber-Petronas  | 1:14.233 | + 1.119   |
| 10       | Mika Salo             | Toyota           | 1:14.443 | + 1.329   |
| 11       | Pedro de la Rosa      | Jaguar-Cosworth  | 1:14.464 | + 1.350   |
| 12       | Felipe Massa          | Sauber-Petronas  | 1:14.533 | + 1.419   |
| 13       | Eddie Irvine          | Jaguar-Cosworth  | 1:14.537 | + 1.423   |
| 14       | Giancarlo Fisichella  | Jordan-Honda     | 1:14.748 | + 1.634   |
| 15       | Jacques Villeneuve    | BAR-Honda        | 1:14.760 | + 1.646   |
| 16       | Allan McNish          | Toyota           | 1:14.990 | + 1.876   |
| 17       | Olivier Panis         | BAR-Honda        | 1:14.996 | + 1.882   |
| 18       | Heinz-Harald Frentzen | Arrows-Cosworth  | 1:15.112 | + 1.998   |
| 19       | Szató Takuma          | Jordan-Honda     | 1:15.296 | + 2.182   |
| 20       | Mark Webber           | Minardi-Asiatech | 1:15.340 | + 2.226   |
| 21       | Enrique Bernoldi      | Arrows-Cosworth  | 1:15.355 | + 2.241   |
| 22       | Alex Yoong            | Minardi-Asiatech | 1:16.728 | + 3.614   |

## Futam
A vasárnap délelőtti szabadedzésen Enrique Bernoldi balesetet szenvedett a második kanyarban. Mikor a Medical Car (elsősegélyt nyújtó autó) a segítségére sietett, és vezetője, Alex Ribeiro éppen kinyitotta az ajtót, Nick Heidfeld nekiütközött, és leszakította az ajtót.
A Ferrari új modellje, az F2002 itt debütált, de csak Michael Schumacher versenyzett vele, csapattársa, Rubens Barrichello még az előző évi F2001-gyel indult.
A brazil nagydíj szervezői a híres brazil labdarúgót, Pelét tisztelték meg azzal, hogy a kockás zászlóval leintse a futamot. A verseny végén azonban túl korán, akkor kezdte el lobogtatni a zászló, amikor Szató Takuma áthaladt a célegyenesen, ám ő két körrel az élen autózó Michael Schumacher mögött állt. Mivel ő látta meg először a kockás zászlót, ez technikailag azt jelenti, hogy a japán nyerte meg a nagydíjat. Amikor a Schumacher testvérek megérkeztek, Pelé épp valakivel beszélgetett, így elfelejtette nekik mutatni a zászlót.
| Helyezés | Rajtszám | Versenyző             | Csapat/Motor     | Futott kör | Idő/Kiesés oka | Rajthely | Pont |
| -------- | -------- | --------------------- | ---------------- | ---------- | -------------- | -------- | ---- |
| 1        | 1        | Michael Schumacher    | Ferrari          | 71         | 1h31:43.662    | 2        | 10   |
| 2        | 5        | Ralf Schumacher       | Williams-BMW     | 71         | + 0.588        | 3        | 6    |
| 3        | 3        | David Coulthard       | McLaren-Mercedes | 71         | + 59.109       | 4        | 4    |
| 4        | 15       | Jenson Button         | Renault          | 71         | + 1:06.883     | 7        | 3    |
| 5        | 6        | Juan Pablo Montoya    | Williams-BMW     | 71         | + 1:07.563     | 1        | 2    |
| 6        | 24       | Mika Salo             | Toyota           | 70         | + 1 kör        | 10       | 1    |
| 7        | 16       | Eddie Irvine          | Jaguar-Cosworth  | 70         | + 1 kör        | 13       |      |
| 8        | 17       | Pedro de la Rosa      | Jaguar-Cosworth  | 70         | + 1 kör        | 11       |      |
| 9        | 10       | Szató Takuma          | Jordan-Honda     | 69         | + 2 kör        | 19       |      |
| 10       | 11       | Jacques Villeneuve    | BAR-Honda        | 68         | Motorhiba      | 15       |      |
| 11       | 23       | Mark Webber           | Minardi-Asiatech | 68         | + 3 kör        | 20       |      |
| 12       | 4        | Kimi Räikkönen        | McLaren-Mercedes | 67         | Kerékszegély   | 5        |      |
| 13       | 22       | Alex Yoong            | Minardi-Asiatech | 67         | + 4 kör        | 22       |      |
| Ki       | 7        | Nick Heidfeld         | Sauber-Petronas  | 61         | Fékhiba        | 9        |      |
| Ki       | 14       | Jarno Trulli          | Renault          | 60         | Motorhiba      | 6        |      |
| Ki       | 8        | Felipe Massa          | Sauber-Petronas  | 41         | Ütközés        | 12       |      |
| Ki       | 25       | Allan McNish          | Toyota           | 40         | Kicsúszás      | 16       |      |
| Ki       | 12       | Olivier Panis         | BAR-Honda        | 25         | Váltóhiba      | 17       |      |
| Ki       | 20       | Heinz-Harald Frentzen | Arrows-Cosworth  | 25         | Felfüggesztés  | 18       |      |
| Ki       | 21       | Enrique Bernoldi      | Arrows-Cosworth  | 19         | Felfüggesztés  | 21       |      |
| Ki       | 2        | Rubens Barrichello    | Ferrari          | 16         | Hidraulika     | 8        |      |
| Ki       | 9        | Giancarlo Fisichella  | Jordan-Honda     | 6          | Motorhiba      | 14       |      |

## A világbajnokság élmezőnyének állása a verseny után
| H  | Versenyzők         | Pont | H  | Konstruktőrök    | Pont |
| -- | ------------------ | ---- | -- | ---------------- | ---- |
| 1. | Michael Schumacher | 24   | 1. | Williams-BMW     | 30   |
| 2. | Ralf Schumacher    | 16   | 2. | Ferrari          | 24   |
| 3. | Juan Pablo Montoya | 14   | 3. | McLaren-Mercedes | 8    |
| 4. | Jenson Button      | 6    | 4. | Renault          | 6    |
| 5. | David Coulthard    | 4    | 5. | Jaguar-Cosworth  | 3    |

## Statisztikák
Vezető helyen:
- Michael Schumacher: 63 kör (1–13 / 17–39 / 45–71)
- Rubens Barrichello: 3 kör (14–16)
- Ralf Schumacher: 5 kör (40–44)

Michael Schumacher 55. (R) győzelme, Juan Pablo Montoya 4. pole-pozíciója, 5. leggyorsabb köre.
- Ferrari 146. győzelme.